# Лозоватка (Запорожская область)
Лозоватка (укр. Лозуватка) — село,
Новоалексеевский сельский совет,
Приморский район,
Запорожская область,
Украина.
Код КОАТУУ — 2324883902. Население по переписи 2001 года составляло 695 человек.

## Географическое положение
Село Лозоватка находится на берегах реки Лозоватка,
выше по течению на расстоянии в 0,5 км расположено село Новоалексеевка,
ниже по течению на расстоянии в 6 км расположено село Инзовка.

## История
Село основано в 1861 году.
В советские годы в школе работал колхоз «Серп и молот».
В начале 1990-х колхоз «Серп и молот» начал строительство в селе большой трёхэтажной школы. Из-за финансовых сложностей в 1995 стройка была остановлена. Около 2010 года недостроенное здание школы было продано в частную собственность по заниженной цене. В 2013 году суд отменил приватизацию и вернул здание в собственность громады.